# Sanetschpas
De Sanetschpas (Frans: Col du Sanetsch of col de Sénin) in het Zwitserse kanton Wallis is een op 2252 m hoogte gelegen bergpas in de Berner Alpen en  met de auto alleen maar van de zuidzijde te berijden. Aan de Berner zijde ligt er een berijdbare weg tot het dalstation van de kabelbaan naar de stuwdam. Vier kilometer ten noorden van de pas loopt behalve de kantongrens ook de Frans/Duitse taalgrens. Westelijk van de pas ligt het massief van de Diablerets, oostelijk dat van de Wildhorngroep. De pas vormt de waterscheiding tussen de Sanne/Rijn (Noordzee) en Morge/Rhône (Middellandse Zee).
De weg vanuit Sion kronkelt eerst over de met wijngaarden bezaaide zonnehelling van het Rhônedal. De weg komt door kleine plaatsjes die samen tot de gemeente Savièse behoren. De weg daalt na het gehucht Chandolin af naar het diepe dal van de rivier La Morge. Op de Pont du Diable (duivelsbrug) is de kloof zo smal en grillig dat de bodem niet te zien is. Nadat de weg twee keer van oever verwisseld is, gaat deze met haarspeldbochten omhoog door bos en over de bergweiden. Op ongeveer 2000 m hoogte zit een sinds 2003 verlichte tunnel in de route. Na nog driehonderd hoogtemeters ligt de top 3,5 kilometer verderop.
Het uitzicht vanaf de pashoogte is weergaloos. De Walliser Alpen in het zuiden trekken de meeste aandacht. In het westen ligt de Tsanfleurongletscher. Het omringende landschap wordt gevormd door de door de gletsjer gladgestreken rotsen. Vanaf de pashoogte loopt een wandelroute naar Derborence. De weg loopt nog enkele kilometers verder. Het eindpunt is de berghut bij het stuwmeer Lac de Sénin dat op 2034 meter ligt. Vandaar loopt een wandelpad via de Sanetschfall naar Gsteig in het Saanedal.
Albrun · Albula · Alpe Gesero · Bernina · Brünig · Chasseral · Croix · Ferret · Flüela · Forclaz · Furka · Furggu · Gemmi · Glas · Glaubenberg ·  Glaubenbüelen · Gries · Grimsel · Grote Scheidegg · Grote St.-Bernhard · Gurnigel · Gueulaz · Jaun · Julier · Klausen · Kleine Scheidegg · Kunkel · Lenzerheidepas · Livigno · Lukmanier · Maloja · Moosalp · Morgins · Mosses · · Saanenmöser · Neggia · Nufenen · Oberalp · Ofen · Pillon · Planches · Pragel · San Bernardino · Sanetsch · Schallenberg · Simplon · Sint-Gotthard · Splügen · Susten · Umbrail · Vue des Alpes · Wolfgang